# Sougé, Indre
Sougé là một xã ở tỉnh Indre ở miền trung nước Pháp. Xã này có diện tích 13,02 km², dân số năm 1999 là 161 người. Khu vực này có độ cao trung bình 135 mét trên mực nước biển.